# Lumassina (vitigno)
Il Lumassina è un vitigno a bacca bianca coltivato principalmente in Liguria.

## Storia
Le prime testimonianze storiche attribuiscono la presenza di questo vitigno nel trecento, collocandolo nella zona di Genova. Le prime testimonianze scritte risultano i testi del conte Giuseppe Di Rovasenda del 1877 e il bollettino Ampelografico del 1883.